# Альберндорф-им-Пулькауталь
Альберндорф-им-Пулькауталь (нем. Alberndorf im Pulkautal) — коммуна (нем. Gemeinde) в Австрии, в федеральной земле Нижняя Австрия.
Входит в состав округа Холлабрун.  Население составляет около 750 человек. Занимает площадь 9,88 км². Официальный код  —  31001.

## Политическая ситуация
Бургомистр коммуны — Йохан Нойбауэр (HLA) по результатам выборов 2005 года.
Совет представителей коммуны (нем. Gemeinderat) состоит из 15 мест.
- Партия HLA занимает 8 мест.
- АНП занимает 4 места.
- СДПА занимает 2 места.
- АПС занимает 1 место.